# Fakultet za državne i evropske studije
Fakultet za državne i evropske studije je naučno-obrazovna ustanova sa sjedištem u Podgorici, Crna Gora.

## Istorijat
Fakultet za državne i evropske studije (FDES), osnovan je u maju 2005. godine kao rezultat zajedničkog poduhvata Glavnog grada Podgorica, Fakulteta za postdiplomske državne i evropske studije iz Kranja (Slovenija), Agencije za lokalnu demokratiju i partnerstvo Crne Gore iz Podgorice i dva fizička lica. 
Riječ je o ustanovi u mješovitom vlasništvu i jednom od prvih primjera javno-privatnog partnerstva u Crnoj Gori.
Fakultet je dobio akreditaciju u martu 2006. godine od strane Savjeta za visoko obrazovanje Vlade Republike Crne Gore. U maju iste godine, Fakultet je dobio licencu Ministarstva prosvjete i nauke.
FDES je osnovan sa cijem da svojom obrazovnom strategijom odgovori na potrebe strateških opredjeljenja Crne Gore, koji se definišu u sljedećem pravcu: dograđivanje državnosti, ulazak u Evropsku uniju i NATO i ostale procese koji se imaju za cilj obuku kadrova za rad u organima javne uprave Crne Gore i međunarodnim institucijama i organizacijama.

## Studijski programi
Programi ovog Fakulteta oblikovani su tako da studentima omogućavaju savladavanje aktuelnih i relevantnih znanja iz oblasti javne uprave i evropskih integracija (pravni, ekonomski, sociološki i drugi vidici djelovanja zakonodavne, izvršne i sudske vlasti), međunarodno pravo, istorija evropskih integracija, evropsko pravo itd.).
U tom cilju, Fakultet posjeduje akreditaciju za pet studijskih programa, i to:
- dodiplomski program državnih i evropskih studija,
- dva programa specijalističkih studija (specijalističke državne i specijalističke evropske studije) i
- dva programa master studija (državne master studije i evropske master studije).

## Bolonjski proces – Upisna politika
Na Fakultetu se po generaciji maksimalno može upisati 50 studenata. Način rada Fakulteta je organizovan i u potpunosti usklađen sa Bolonjskom deklaracijom.

## Studijske posjete i prakse studenata
Studijske posjete predstavljaju jedan od važnih segmenata djelovanja Fakulteta u cilju predstavljanja konkretnih praktičnih primjera djelovanja državnih organa Crne Gore i povezivanja istih sa teorijskim znanjem koje studenti stiču na Fakultetu. 
Veoma važan program koji je Fakultet razvio u proteklom periodu i koji se u kontinuitetu implementira jeste Program stažiranja studenata III godine Fakulteta u organima državne uprave i lokalne samouprave. Cilj programa je omogućavanje studentima da u toku pripreme diplomskih radova istražuju i stiču praksu kroz rad u jednoj od institucija koja u svojoj nadležnosti ima poslove koji su u direktnoj vezi sa njihovom diplomskom tezom.

## Saradnja FDES-a sa…
Od svog osnivanja FDES je ostvario mnoge uspješne saradnje sa relevantnim institucijama javnog sektora.
Između ostalih to su:
- Vladin Koordinacioni tim za implementaciju Komunikacione strategija o evroatlantskim integracijama Crne Gore
- Ministarstvo odbrane Crne Gore Архивирано на веб-сајту  (22. јануар 2020)
- Zavod za metrologiju Crne Gore Архивирано на веб-сајту  (20. јануар 2013)
- Institucija Ombudsmana
- Zajednica opština Crne Gore
- Opština Mojkovac
- Opština Bijelo Polje
- Prijestonica Cetinje
- Pravni fakultet, Niš
- Univerzitet Mediteran Podgorica
- Banja Luka College
- Univerzitet Megatrend, Beograd
- Fakultet za državne i evropske studije, Kranj
- Evropski pravni fakultet, Nova Gorica
- Fakultet za upravu, Ljubljana
- Centar za demokratsku tranziciju